# Megaselia ethiopia
Megaselia ethiopia är en tvåvingeart som först beskrevs av Meunier 1905.  Megaselia ethiopia ingår i släktet Megaselia och familjen puckelflugor. Inga underarter finns listade i Catalogue of Life.